# Aaron Eckhart
Aaron Eckhart (Cupertino, Califòrnia, 12 de març de 1968) és un actor i productor de cinema estatunidenc. El 2007 va estar nominat al Globus d'Or al millor actor musical o còmic per la seva interpretació a Thank You for Smoking.

## Biografia
Fill d'un gerent d'una empresa d'informàtica i d'una escriptora de llibres infantils, va créixer a Cupertino, Califòrnia amb els seus dos germans, i després es va traslladar primer a Anglaterra i després a Austràlia, on va estudiar. Després va tornar als EUA, on va estudiar a la "Universitat Brigham Young."
Després de diverses experiències en telefilms com Double Jeopardy, debuta cinematogràficament en la pel·lícula In the Company of Men de Neil LaBute dramaturg i director, de qui esdevindrà actor fetitxe que treballarà a moltes de les seves pel·lícules, com Amics i veïns.
El 1999 va obtenir un paper en el repartiment de Any Given Sunday d'Oliver Stone, i el 2000 va protagonitzar al costat de Julia Roberts en el paper de dur motociclista Erin Brockovich, gràcies a aquest paper adquireix notorietat i augmenten les propostes de treball.
En 2001 va treballar de nou amb el director Neil LaBute a Betty Love amb Renee Zellweger, i a Possession amb Gwyneth Paltrow. El 2001 va ser dirigit, amb Jack Nicholson, per Sean Penn a la pel·lícula The Pledge.
El 2003 va actuar en el film de ciència-ficció Paycheck i en el de catàstrofes The Core, després rep una nominació al Globus d'Or pel seu paper a Thank You for Smoking. El 2006 va treballar en el film negre de Brian De Palma The Black Dahlia.
El 2007 protagonitza al costat de Catherine Zeta-Jones No Reservations, i el mateix any va rebre el paper de Harvey Dent a The Dark Knight

### Vida privada
Mormó de confessió, va ser missioner en la seva joventut a Suïssa i França durant dos anys per l'Església de Jesucrist dels Sants dels Darrers Dies.
Va tenir una relació amb Emily Cline quan rodava Conversations with Other Women, de qui es va separar el 1998; amb Kristyn Osborn del grup SheDaisy (que havia cantat la cançó de la sèrie Desperate Housewives), del 2006 al 2007; amb Ashley Wicks, i el 2009 amb Molly Sims, coneguda pel seu paper de Delinda Deline a la sèrie Las Vegas.

## Filmografia

### Actor
| - 1992: Double Jeopardy (telefilm), de Lawrence Schiller: Dwayne - 1994: Els crits dels innocents (Slaughter of the Innocents), de James Glickenhaus: Ken - 1997: In the Company of Men, de Neil LaBute: Chad - 1999: Amics i veïns (Your Friends & Neighbors), de Neil LaBute: Barry - 1999: Molly, de John Duigan: Buck McKay - 1999: Thursday, de Skip Woods: Nick - 1999: Any Given Sunday, d'Oliver Stone: Nick Crozier - 2000: Perseguint la Betty (Nurse Betty), de Neil LaBute: Del Sizemore - 2000: Erin Brockovick, de Steven Soderbergh: George - 2000: El jurament (The Pledge), de Sean Penn: Stan Krolak - 2002: Possessió (Possession), de Neil LaBute: Roland Mitchell - 2003: Fusion, de Jon Amiel: Doctor Josh Keyes - 2004: Paycheck, de John Woo: James Rethrick - 2004: Les Disparues, de Ron Howard: Brake Baldwin - 2004: Sospitós zero (Suspect Zero), d'E. Elias Merhige: Thomas Mackelway - 2005: Neverwas, de Joshua Michael Stern - 2006: Gràcies per fumar (Thank You for Smoking), de Jason Reitman: Nick Naylor - 2006: The Wicker Man, de Neil LaBute: un home - 2006: Conversations with Other Women, de Hans Canosa: l'home | - 2006: La dàlia negra (The Black Dahlia), de Brian De Palma: Lee Blanchard - 2007: Towelhead, d'Alan Ball: M. Vuoso - 2007: Le Goût de la vie, de Scott Hicks: Nick - 2008: Bill (Meet Bill), de Melisa Wallack & Bernie Goldmann: Bill - 2008: El cavaller fosc (The Dark Knight), de Christopher Nolan: Harvey Dent - 2009: Love Happens, de Brandon Camp: Burke Ryan - 2011: Battle: Los Angeles, de Jonathan Liebesman: Sergent Michael Nantz - 2011: Rabbit Hole, de John Cameron Mitchell: Howie Corbett - 2011: Els diaris del rom (The Rum Diary), de Bruce Robinson - 2012: Erased, de Philipp Stölzl: Ben Logan - 2013: Olimp ocupat (Olympus Has Fallen), d'Antoine Fuqua: President Benjamin Asher - 2014: I, Frankenstein, de Stuart Beattie: The Monster / Adam Frankenstein - 2015: My All American, d'Angelo Pizzo: Darrell Royal - 2016: London Has Fallen, de Babak Najafi: President Benjamin Asher - 2016: Sully, de Clint Eastwood: Primer Oficial Jeff Skiles - 2016: Bleed for This, de Ben Younger: Kevin Rooney - 2016: Incarnate, de Brad Peyton: Dr. Seth Ember - 2019: Midway, de Roland Emmerich: Tinent Coronel Jimmy Doolittle - 2019: Line of Duty, de Steven C. Miller: Penny |

### Productor
- 2010: Bill de Melisa Wallack & Bernie Goldmann
- 2011: Neverwas de Joshua Michael Stern